# Fleming (Saskatchewan)
Fleming es un pueblo canadiense situado en la provincia de Saskatchewan.

## Superficie
Fleming tiene una superficie de 1,89 km².

## Demografía
En 2021, tenía 70 habitantes, una densidad poblacional de 37 hab./km², y 34 viviendas.